# Proskauer Fayencen

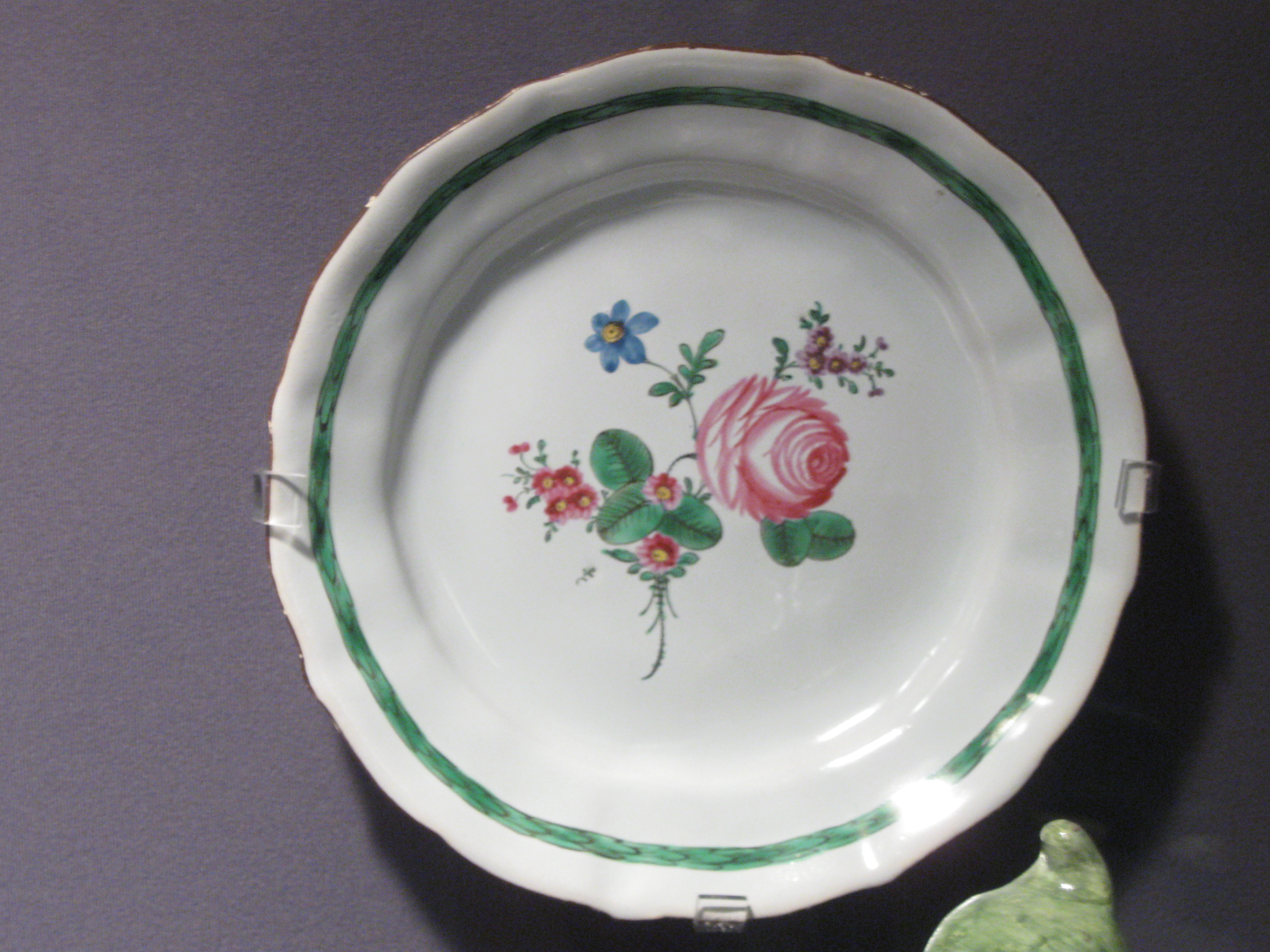
Teller aus Proskau

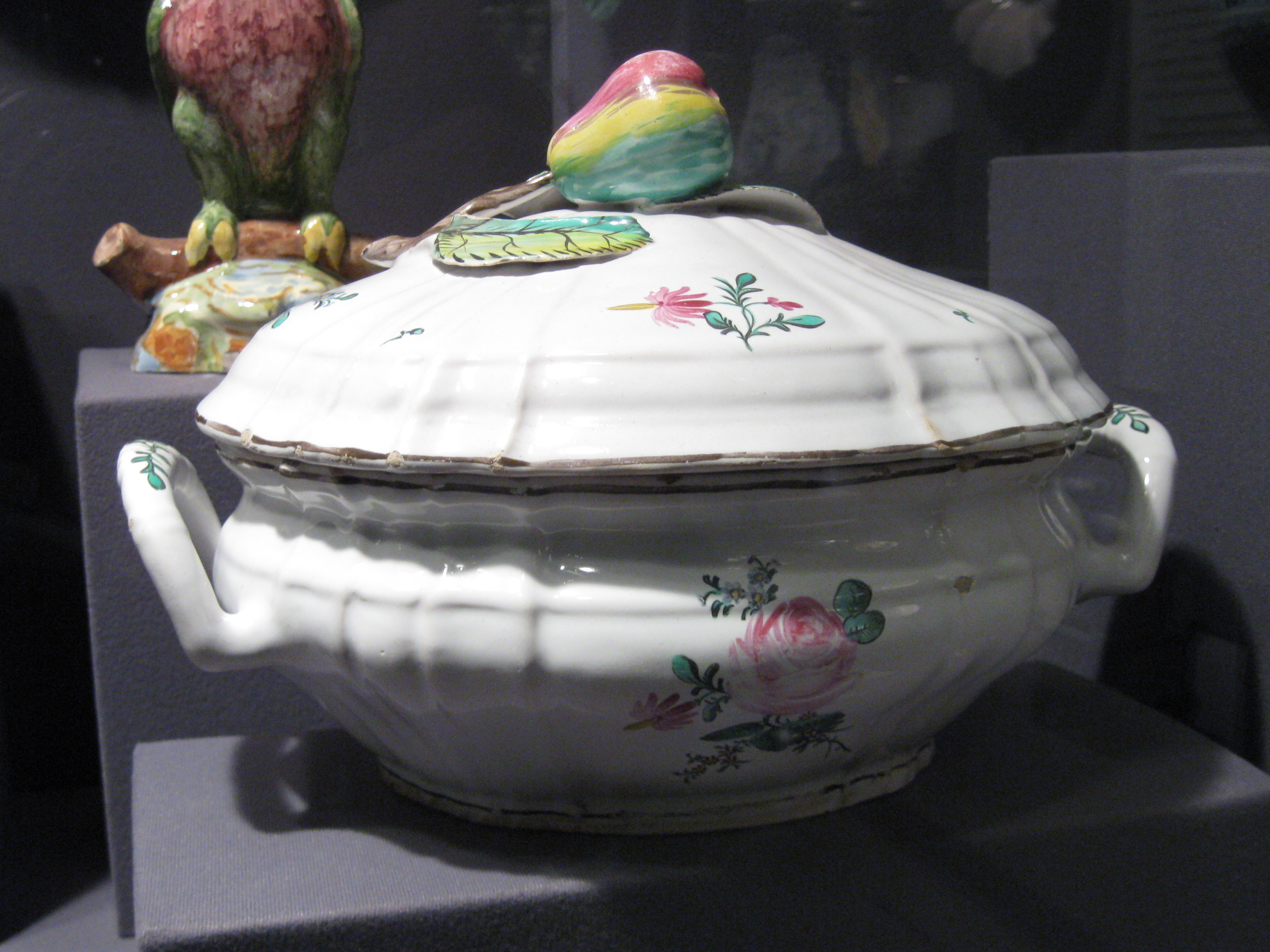
Terrine

Proskauer Fayencen wurden im 18. Jahrhundert und 19. Jahrhundert durch die Proskauer Fayence-Manufaktur hergestellt. Proskau war eine von drei bekannten Fayence-Manufakturen in Oberschlesien, neben Glienitz und Tillowitz. Typisch für Proskau und oft verwendet wurden bei Proskauer Erzeugnissen Blumenmuster mit pinken oder violetten Blüten. Dazu wurden bunte Muffelfarben verwendet.

## Geschichte
Die Fayence-Manufaktur im oberschlesischen Proskau bei Oppeln wurde 1763 auf königlichem Beschluss Friedrichs des Großen durch Graf Leopold von Proskau als Steinzeug-Manufaktur gegründet und wurde für ihre Fayencen sehr bekannt. Bei Proskau befanden sich mehrere Tonlager. Die ersten Arbeiter wurden aus Straßburg und dem mährischen Holitsch angeworben. 1770 gelangte sie in den Besitz der Familie von Dietrichstein. Das Interesse für Fayencen sank zugunsten von Porzellan. Nach einem Brand in der Proskauer Schlämmhalle 1853 wurde die Manufaktur geschlossen.
Zu den Erzeugnissen aus Proskau zählen unter anderem kunstvolle Figuren, Terrinen, Schalen, Pastetendosen, Kannen, Bierkrüge und Teller. Neben den klassischen Formen spezialisierte Proskau sich auch auf die Produktion von Erzeugnissen in Tierformen (Figürliche Fayencen) in vielfältiger Weise, wie beispielsweise Enten und diverser Vogelarten.